# Folketingets Ombudsmand
Folketingets Ombudsmand er en kontrolinstans i Danmark for den offentlige forvaltning, som er udpeget af Folketinget. Ombudsmanden er siden d. 1. maj 2025 Christian Britten Lundblad.
Folketingets Ombudsmand er chef og ansigt udadtil for ombudsmandsinstitutionen, der er underinddelt i syv områdeafdelinger eller kontorer og består af 50-60 sagsbehandlere, der alle er jurister med erfaring fra andre stillinger. Pr.  2022 er der 100 personer beskæftiget i ombudsmandsinstitutionen.

## Historie
Ombudsmandsinstitutionen blev oprettet i 1954 efter svensk forbillede. Den første version af lov om Folketingets ombudsmand blev vedtaget den 11. juni 1954. Den første ombudsmand, Stephan Hurwitz, blev udpeget i 1955.

## Hjemmelsgrundlag
Hjemmelsgrundlaget for ombudsmanden er Grundlovens § 55, der skal opfattes som en løfteparagraf. Da det er en løfteparagraf, er det nødvendigt med uddybende lovgivning. Den gældende ombudsmandslov er fra 1996 med senere ændringer. Den udvider ombudsmandens kompetenceområde til også at omfatte områder som kommunerne og regionerne (dengang amterne). Imidlertid levner ombudsmandsloven rum for at den til enhver tid siddende ombudsmand kan udfylde rollen på dennes foretrukne måde.

### Ombudsmandsloven
Den gældende version af ombudsmandsloven (egentlig: lov om Folketingets Ombudsmand) er lovbekendtgørelse nr. 349 af 22/03/2013. Loven består af 9 kapitler.
Kapitel 1 (Valg, afskedigelse m.v.) og vedrører ombudsmandens valg og afskedigelse.
Kapitel 2 (Ombudsmandens kompetence) fastlægger ombudsmandens kompetence til at kontrollere den offentlige forvaltning; dog fraregnet domstole og folkekirkens teologiske spørgsmål. Særligt omfattet af ombudsmandens kontrol er frihedsberøvelse og børns forhold på institutioner.
Kapitel 3 (Forholdet til Folketinget) vedrører ombudsmandens forhold til Folketinget.
Kapitel 4 (Indgivelse af klage) giver enhver mulighed for at indgive klage til ombudsmanden, som dog ikke er forpligtet til at undersøge det emne, som klagen vedrører.
Kapitel 5 (Iværksættelse af undersøgelse på eget initiativ og inspektion) rummer hjemmel til, at ombudsmanden kan iværksætte undersøgelser af egen drift og foretage inspektioner.
Kapitel 6 (Sagens oplysning) pålægger offentlige myndigheder pligt til at medvirke til at oplyse de sager, som ombudsmanden ønsker at undersøge.

Kapitel 7 (Bedømmelse og reaktion) giver ombudsmanden mulighed for at udtale kritik og henstille til, at en person får fri proces. I dette kapitel findes § 21, hvoraf princippet om god forvaltningsskik udledes.
§ 21 lyder: Ombudsmanden skal bedømme, om myndigheder eller personer, der er omfattet af ombudsmandens virksomhed, handler i strid med gældende ret eller på anden måde gør sig skyldige i fejl eller forsømmelser ved udøvelsen af deres opgaver. I forbindelse med Ombudsmandens inspektionsvirksomhed gælder desuden bestemmelsen i § 18.

Kapitel 8 (Personale, organisation, habilitet m.v.) fastsætter, at ombudsmanden selv ansætter sit personale, men Folketinget skal afholde udgifterne.
Kapitel 9 (Ikrafttræden m.v.) vedrører bl.a. Færøerne og Grønland.

## Folketinget
Ombudsmandens forhold til Folketinget er tosidet. På den ene side er denne fuldstændig uafhængig, men på den anden side skal denne vælges og afskediges af samme. Det kaldes for personel afhængighed. Det forventes i egenskab af uafhængigheden, at ombudsmanden er politisk neutral, hvilket vil sige, at denne ikke lader sig "bruge" af de forskellige grupperinger i Folketinget til diverse politiske formål.

## Kompetence og inkompetence
Ombudsmanden har kompetence til at udtale sig om alle forvaltningens institutioner, det være sig kommunerne, regionerne eller statsforvaltningen. Inden for forvaltningsret skelnes der mellem Ombudsmandens kompetence og inkompetence.

### Kompetence
Kompetencen er hjemlet ved lov, ombudsmandsloven. Ombudsmanden har kompetence til at udtale sig om forhold i forvaltningen, det vil sige kommune, region og stat. Han har endvidere ret til at udtale sig om ministre i deres rolle som forvaltningschefer samt andre dele af et ministeriums departement. Ombudsmanden behandler ikke klager over nævn, der i betryggende former træffer afgørelse om tvister mellem private, selv om vedkommende nævn i anden sammenhæng betragtes som tilhørende den offentlige forvaltning.

### Inkompetence
Folketingets Ombudsmand er udpeget of Folketinget til at føre tilsyn med forvaltningen, og forhold vedrørende Folketinget og Folketingets forvaltning ligger derfor udenfor Ombudsmandens rolle. Ombudsmanden er således inkompetent over for Folketinget og dets forvaltning. Ombudsmanden kan derfor kun under nogle omstændigheder blande sig i forvaltningssager, der er under behandling i Folketinget. Det afhænger af, om man vurderer, at Folketinget har taget stilling til sagen eller ej. Har Folketinget dette, blander Ombudsmanden sig som udgangspunkt ikke under hensyn til sin politiske neutralitet. Han kan hellere ikke udtale sig om forhold i den private sektor. Det gælder virksomheder, privatiserede offentlige institutioner etc. Herudover kan afgørelser ved domstolene heller ikke påklages til ombudsmanden. Domstolslignende nævn (der i deres procedure minder om en domstol) kan heller ikke påklages til ombudsmanden, herunder Flygtningenævnet, Fredningsnævn, Valgbarhedsnævn samt Valgretsnævn.

## Klage til ombudsmanden
Der findes regler for, hvem som kan klage til ombudsmanden. Der findes også en række kriterier, som skal være opfyldte for, at det er muligt at klage. Ombudsmandsloven angiver, at enhver kan klage til ombudsmanden. Dette enhver omfatter også udenlandske statsborgere. Derudover skal klage være navngivet, og den skal være afgivet senest år efter, at afgørelsen er truffet. For at ombudsmanden vælger at acceptere en klage, skal klageren have prøvet alle administrative muligheder. Det vil sige, denne skal have klaget til den øverste myndighed.

## Reaktionsmuligheder
Folketingets Ombudsmand har forskellige reaktionsmuligheder. Han kan komme med en udtalelse, der hvert år bliver samlet i Folketings Ombudsmands Beretning (FOB). Han kan endvidere påpege mangler, der bør rettes. Slutteligt kan han anbefale fri proces.

## Folketingets Ombudsmænd
- 1955 – 1971: Stephan Hurwitz[25]
- 1971 – 1981: Lars Nordskov Nielsen[26]
- 1981 – 1986: Niels Eilschou Holm[27]
- 1987 – 2012: Hans Gammeltoft-Hansen[28]
- 1. februar 2012 – 1 november 2019: Jørgen Steen Sørensen[29]
- 1. november 2019 – 1 december 2019: Henrik Bloch Andersen[a][31]
- 1. december 2019 – 7. oktober 2024: Niels Fenger[32]
- Siden 1. maj 2025: Christian Britten Lundblad

### Uddybende noter
1. ↑  Midlertidig Ombudsmand efter uenighed i Folketingets Retsudvalg.[30]

## Yderligere læsning
- Lisbeth Adserballe m. fl. (2013): Ombudsmandsloven med kommentarer. 2. udgave. Jurist- og Økonomforbundet. ISBN 9788757423679
- Folketingets Ombudsmand: 50 år - 50 sager. 2008. udgivet af Folketingets Ombudsmand. ISBN 9788787318068
- Martin Østergaard-Nielsen: Ombudsmanden - mellem magthaver og menigmand. 1999. Gyldendal. ISBN 8700352381
- Bo von Eyben: Juridisk Ordbog. 14. udgave. 2016. Karnov Group. ISBN 978-87-619-3556-4
- Bente Hagelund: Sagsbehandling i øjenhøjde. 2018. 2. udgave. Djøf Forlag. ISBN 9788757438529
- Bente Hagelund: Lærebog i forvaltningsret. 2019. Hans Reitzels Forlag. ISBN 978-87-412-7042-5